# Dante Ferraris
Dante Ferraris (Viarigi, 7 giugno 1868 – Torino, 19 gennaio 1931) è stato un politico e ingegnere italiano.

## Biografia
Ingegnere piemontese, inizia la sua carriera nella Diatto Automobili (diventandone anche amministratore delegato), per poi fondare le Industrie Metallurgiche (delle quali è anche Presidente), le Officine Meccaniche Napoletane e la Società Proiettili per il materiale d'artiglieria.
Arrivò infine a ricoprire il ruolo dal 1908 al 1918 di vicepresidente della FIAT, per poi essere nominato ministro dell'Industria, Commercio e Lavoro nel Governo Nitti I, nonché presidente della Confederazione generale dell'industria italiana nel 1919 e dell'Assonime.